# Югер
Ю́гер (лат. jugerum) — у стародавніх римлян міра поверхні, що служила для вимірювання площі поля і становила власне площу, яку можна зорати за день парою (uno jugo) волів, запряжених в ярмо. Причому слово jugerum первісно було синонімом jugum («ярмо», «запряжка»). Спочатку довжина борозни, яку віл може пройти за один раз не стомлюючись, називалася актом (actus), це поняття перейшло і на площу, яка у римлян вміщала 120х120 футів (бл. 2500 кв. м) поверхні. Для оранки такого квадратного акту потрібно півдня, міру ж поверхні поля, для оранки якого було б потрібно день, становив югер, що дорівнював двом актам і являв собою прямокутну площу в 240 футів довжини і 120 футів ширини (28800 кв. римських футів = 2518,2 кв. метра = близько 554 квадратних сажнів або близько 1/4 га).
Крім actus, у вживанні була ще дрібна частина югеру — скрупул або квадратна децемпеда (decempeda) — 10x10 футів і кліма (clima), що дорівнювала 60x60 футів = 1/4 акту. Кратними позначеннями югеру служили:
- Гередій (лат. heredium, досл. «спадкове», «сімейний наділ»), що становив 2 югери;
- Центурія (centuria) = 100 гередіїв;
- Сальт (saltus) = 4 центурії.

Взагалі з римських мір поверхні тільки один югер був подовжений прямокутник, інші ж міри були квадратні, причому найменшу дробову частину югера становив скрупул (scripulum) = 100 кв. футів, тобто 1/288 частина югеру.